# الحافظون العهد
الحافظون العهد (بالإنجليزية: promise keepers)‏ وهي منظمة مسيحية دولية عضويتها مفتوحة للرجال فقط. يقع مقرها في دنفر كولورادو بالولايات المتحدة الأمريكية، تعرف نفسها بأنها (منظمة متمحورة حول المسيح لتأهيل وتقديم الرجال لمخلصهم وربهم يسوع المسيح، ومساعدتهم على أن ينشؤوا كمسيحين). الحافظون العهد ترفع وجهة النظر القائلة بأن الأزواج يجب أن يتحملوا المسئولية كأرباب لمنازلهم بطريقة محبة ولطيفة. وتكريس حياتهم لزوجاتهم اقتداءً بالمسيح. حتى تستطيع بدورها وعن طيب خاطر أن تنصاع لقيادة الزوج. كما أن حافظ العهد يشارك في تعليم المراهقين العفة.
الحافظون العهد منظمة غير ربحية. كما أنها لا تخضع لأي طائفة أو كنيسة مسيحية. تقوم هذه المنظمة بتنظيم فعاليتها الجماهيرية من خلال الحضور المكثف في المباريات الرياضية والتجمعات المشابهة. كما أنها تبيع مجموعة متنوعة من المنتجات الترويجية لأفكارها تحت شعار (لمساعدة الرجال على حفظ وعدهم) كالملابس والكتب والموسيقى. ومن ضمن هذه المنتجات حلقات فيديو للدكتور بروس ويلكنسون تسمى التطهر الشخصي (أو القداسة الشخصية) في زمن الإغراء كجزء من الإنجيل الإنساني لسلسة الحافظون العهد.
المعتقدات الأساسية لحفظة الوعد مبنية على سبعة وعود وهي كالآتي.
1- حافظ العهد ملتزم بتكريم السيد المسيح من خلال العبادة والصلاة والطاعة لكلمة الرب في قوة الروح القدس.
2- حافظ العهد ملتزم بالتواصل الحيوي في العلاقات مع بضع رجال آخرين لأنهم بحاجة لأخوة آخرين في مساعدتهم لحفظ وعودهم.
3- حافظ العهد ملتزم بالنقاء الروحي والمعنوي والأخلاقي والجنسي.
4- حافظ العهد ملتزم بحماية قيم المحبة الإنجيلية لبناء زواج وأسرة قوية.
5- حافظ العهد ملتزم بدعم الرسالة الكنيسة بالصلاة والاحترام لراعيه (قسه) وبتنشيط عطائه من وقته وطاقاته.
6- حافظ العهد ملتزم بعبور أي حاجز عرقي أو مذهبي لإظهار قوة الوحدة التوراتية.

## التاريخ
أسسها في عام 1990 بيل مكارتني وهو مدرب كرة القدم الأمريكية لفريق جامعة كولورادو ببولدر، ووفقا لموقع المنظمة قد أتى بيل مكارتني الإلهام الإلهي لإنشاء المنظمة أثناء حضوره لوليمة أعدت لها الزمالة المسيحية الرياضية في 20 مارس 1990، في بويبلو كولورادو أثناء محادثة مع ديف وارديل والذي كان بدوره مدعو أيضا.
فقد ترآى له ان ملعب فريقه من شأنه أن يكون مكان للاجتماع للتدريب والتعليم بشكل يعني أن يكون الرجال ربانيين.
في يوليو من عام 1990 أجتمع 72 رجل في كنيسة وادي بولدر لتنظيم أول نشاط لهم في جامعة كولورادو. ومنذ ذلك الحدث التبشيري بدأت المنظمة بالنمو بشكل تدريجي. في ديسمبر 1990 تم إشهار المنظمة في ولاية كولورادو على أنها منظمة غير ربحية. وفي المؤتمر الأول للمنظمة في يوليو عام 1991 كان مجموع الحضور هو 4200 رجل.
ما يَصنع رجلا كان الكتاب الأول الذي نشرته المنظمة وقد تم نشره عن طريق دار النشر التابعة لمنظمة الملاحون وذلك في عام 1992. وتم توزيعة في يونيو من نفس العام خلال أول تجمع مفتوح للمنظمة. وفي نفس الشهر استضاف الدكتور جيمس دوبسون بيل مكارتني في برنامجة على إذاعة منظمة التركيز على العائلة. استقال مكارتني من مهنة التدريب في عام 1994 لتركيز أكثر على مهمته في المنظمة.

## أحداث وفعاليات
يعتبر أضخم حدث لهذه المنظمة كان الوقوف على الفجوة في 4 أكتوبر 1997 وهو اللقاء المقدس للرجال بالوقوف في الهواء الطلق بالناشونال مول في العاصمة واشنطن وقد شارك في هذا الحدث أكثر من مليون رجل وقد غطت هذا الحدث بأسره محطة سي - سبان التلفزيونية. وأفيد في وقتها أنها أكبر تجمع للرجال في التاريخ الأمريكي وبهذا تفوقت على مسيرة المليون رجل التي نظمتها في وقت سابق أمة الإسلام، في عام 1998 بدأت منظمة الحافظون العهد تعاني أزمة مالية وهناك تكنهات ان سبب هذه الأزمة هي مسيرة واشنطن. لأن الحضور في التجمعات الإقليمية يستوجب دفع رسم مشاركة قدرها 60 دولار تم خفضها في مسيرة واشنطن إلى 50% بسبب رغبة كثير من الرجال في حضور تلك المسيرة، أصبح الحضور في فاعلياتها اقل نسبيا منذ العام 1998 بسبب خفض التكاليف. تم ألغاء فاعلية كان مخطط لها بمناسبة الألفية وهو التجمع في عاصمة كل ولاية بالتزامن مع التجمعات الأخرى، أعلن عن تسريح العمالين فيها عام 2000 وأصبح العمل التطوعي هو الخيار الوحيد.
استقال بيل مكارتني من منصبه كرئيس للمنظمة في 1 أكتوبر 2003 وذلك بهدف رعاية زوحتة التي تدهورت صحتها بشكل متزايد. تولى رئاسة المنظمة توماس س. فورتسون وقد كان نائب الرئيس التنفيذي لإدارة العمليات منذ عام 1996 وقد أصبح المسؤول التنفيذي ورئيس المنظمة في نفس اليوم الذي استقال فيه مكارتني.
الحافظون العهد منظمة غير طائفية وعضويتها متاحة للرجال فقط وتقول انها تركز على مسئوليات الزوج متعدية في ذلك العرق أو الثروة أو الوطن وبهذا الصدد تصرح المنظمة (نؤمن أن لدينا رسالة موكلة من الرب لتوحيد الرجال الذين فصلت بينهم العرقيات والجغرافيا والثقافة والطائفية والاقتصاد). 40 % من العاملين في المنظمة هم من الأقليات.

## الانتقادات
المنظمة الوطنية للنساء وهي منظمة نسائية أمريكية أعربت عن رأي مفادة أن الحافظون العهد تشكل تهديدا لحقوق المرأة، وتدعي أن منظمة الحافظون العهد تشجع عدم المساواة بين الجنسين واستخدام إسلوب ديكتاتوري في الإسرة وتنمي عقيدة التفوق الذكوري.
تقول آمي شيندلر أن الخطاب الذكوري يتولد في داخل الحركات الدينية المحافظة كالحافظون الوعد وحركة المسيحية المفتولة التي وجدت في العصر الفيكتوري وهي بطبيعتها سياسية. وأي مشروع ذكوري يهدف في نهاية الامر إلى إعادة السيطرة للدور الذكوري التقليدي للرجل الأبيض.
أيضا تتعرض المنظمة للنقد بسبب بعض التنازلات والتفسيرات الفقهية غير الملائمة.
وجهة نظر أخرى
قامت الصحفية دونا مينكوويتز من مجلة ميس عام 1995 بالتنكر في زي فتى والدخول في تجمع المنظمة في بيترسبورج بولاية فلوريداوقد وجدت ان الجماعة مناهضة للمثليين والإجهاض وقد صرحت أن المنظمة تحاول تغيير الرجال بشكل يرضي الإناث ولكنها في نفس الوقت ضد الإنوثة والتوجه اليميني هو الغالب داخل المنظمة ولكن تجاهل الجانب الجيد لديهم لا يخدم أحد.